# Isquemia mesentérica aguda
La isquemia mesentérica aguda, o también conocida con las siglas I.M.A, es considerada como una entidad multicausal grave, siendo además una consecuencia a una disminución súbita de la irrigación sanguínea a través de la arteria mesentérica superior a un determinado punto del intestino. Este problema clínico es causado por diferentes importantes mecanismos que puede desencadenar la afectación del intestino delgado y el colon derecho o ambos de forma reversible al inicio o avanzar a necrosis en casos prolongados de hipoperfusión, lo que provoca una elevada tasa de mortalidad de hasta un 60 - 80%.

## Epidemiologia
La isquemia mesentérica aguda se considerada un padecimiento de poca frecuencia con predominancia en el género femenino con edades superiores a los 60 años; se ha descubierto en 4 de cada 1000 pacientes quirúrgicos, mientras que se ha visto que 1 de 1000 personas que ingresan al hospital reportan un 5% de mortalidad. En la actualidad se ha documentado un aumento en su prevalencia asociado al mayor envejecimiento de la población.

## Causas de isquemia mesentérica aguda

### Embolia arterial
Mecanismo de mayor prevalencia y gravedad, por la falta de formación de colaterales, representa 50% de los casos con I.M.A originándose en un 90% a nivel de la aurícula o ventrículo izquierdo.
Dentro de los factores de riesgo que promueven este tipo se encuentran:
- Fibrilación auricular crónica
- Valvulopatias
- Endocarditis bacteriana
- Antecedentes de embolias arteriales previas
- Cardiopatía reumática
- IAM (infarto agudo del miocardio).[3]

### Trombosis arterial
Representa el 20-35% de los casos de IMA, producto de una ateroesclerosis avanzada de la arteria mesentérica superior, suele formar trombos en los 2 cm proximales al origen de esta. Con efectos devastadores en áreas del intestino (colon transverso y duodeno).
Factores predisponentes:
- Dermatomiositis
- Púrpura de Scholein-Henoch
- Estenosis arterioesclerótica
- L.E.S (Lupus Eritematoso sistémico)
- Poliarteritis.

### Trombosis mesentérica venosa
Se presenta en el 5-15% de los pacientes con este padecimiento, con afectación principal de la vena mesentérica superior pudiéndose ver afectada la inferior

### Isquemia mesentérica no oclusiva
Forma parte del 5-15% de los casos, producto a una disminución del aporte sanguíneo asplácnica por afección cardiaca como el IAM y la insuficiencia además de la edad avanzada y uso de vasoconstrictores sistémicos como la digoxina y la cocaína.

## Manifestaciones clínicas
Con el paso del tiempo se ha ido observando que los signos y síntomas de esta patología cursan de forma temprana muy inespecífica, se han documentado los siguientes:
- Dolor abdominal agudo de carácter tipo cólico, que puede presentarse de forma leve o grave según la evolución, de mayor intensidad en la parte media del abdomen
- Aumento de los ruidos intestinales
- Náuseas
- Vómitos
- Diarrea
- Fiebre
- Distensión abdominal
- Peritonitis
- Hematoquecia[1]

## Diagnóstico
La IMA representa un reto en lo que diagnóstico se refiere, ya que conlleva un alto índice de sospecha clínica, dado el hecho de que, si bien los pacientes presentan síndrome abdominal severo con una exploración física pobre con escasez de signos, dicha sospecha debe asociarse con los factores de riesgo: arritmia cardiaca, historia de eventos trombóticos, tabaquismo intenso y bajo medicación antitrambótica.
Cabe mencionar que un diagnóstico a tiempo representa niveles bajos de mortalidad. Existen diversas técnicas para realizar un diagnóstico, entre ellos: la arteriografía, estudios de laboratorio, examen radiológico, TAC, angiografía.

### Arteriografía
Es un proceso menos disponible, pero con mayor rentabilidad como primera prueba diagnóstica, porque ayuda a orientar el diagnóstico diferencial.

### Estudios de laboratorio
Suelen ser útiles, pero solo en su etapa tardía, refleja los niveles de leucocitos por arriba de 20 mil, sensibilidad de 80% y especificidad de 50%, presenta el dímero D elevado, además suele evitar las laparotomías innecesarias en pacientes adultos mayores.

### Examen radiológico
La radiografía simple puede ser normal en un 25% de los casos, con hallazgos específicos en un 50% y 25% después de 12 horas de iniciada la IMA.
Ultrasonido de Abdomen: cumple un papel limitado, debido a que la mayoría de los pacientes tienen distensión área y dilatación de asas intestinales, esto hace que este método sea técnicamente difícil o imposible.
Ultrasonido Doppler: muestra el área de estenosis, oclusiones en el tronco celíaco o en la arteria mesentérica, no obstante no es un estudio recomendado en pacientes con alta sospecha de IMA.
La tomografía computarizada: denominada también angiotomografía, es considerada el método de elección para realizar, ya que facilita el diagnóstico con una sensibilidad de 93.3% y especificidad de 95.5%. Presenta una predicción positiva de un 100% y negativa de 94%.

## Pronóstico
Para determinar un pronóstico en este tipo de pacientes, es fundamentalmente crucial realizar un diagnóstico y tratamiento temprano. En aquellas personas en las cuales se ha realizado el diagnóstico antes del desarrollo de infarto intestinal, tendrá niveles bajos de mortalidad, mientras que en aquellas en la cual ya ha evolucionado a necrosis aumenta en gran cantidad este riesgo de muerte por arriba de un 60% , en algunos casos se ha llegado a documentar aumentos de hasta un 90%.

## Tratamiento
A todo paciente se debe de realizar una monitorización junto con medidas de reanimación con el objetivo de una estabilización hemodinámica, una adecuada función cardiaca, un correcto balance electrolítico antes de realizar un procedimiento invasivo
Todo proceso quirúrgico tiene como propósito en estos casos la re permeabilización luminal del vaso y extirpación del tejido necrótico sin embargo para estos se deben de mantener algunas medidas siempre en cuenta:
- Realizar una perfusión de papaverina antes, durante y después de la cirugía sin retirarla hasta que no haya resuelto el vaso espasmo
- Revascularizar antes de resecar ya que se ha visto una mejoría del intestino infartado
- En casos de existir duda en la viabilidad tisular en un área extensa del intestino habría que extirpar solo el tejido evidentemente necrótico, posteriormente realizar una segunda exploración en las próximas 12 a 24 horas con el objetivo de recuperar intestino, esto al tener una mayor precisión de los límites del tejido viable.

El abordaje inicial de estos pacientes se ha realizado mediante la administración de cristaloides, terapia de analgesia y antibióticos intravenosos tales como cefotaxima 1 a 2 gramos + Metronidazol 500 mg/ 8 horas o como alternativa piperacilina-tazobactam 4 mg/ 6 horas Y como tratamiento de elección en la IMS como resultado de embolia arterial se recomienda en caso de presencia de peritonitis la embolectomía el cual consiste en la extracción quirúrgica de un émbolo de origen cardiaco habitualmente.
Mientras que en ausencia de peritonitis y de embolia menor se han de plantear el uso de alternativas tales como la trombólisis local con urocinasa o anticoagulación con 5000 UI de heparina estas dos últimas con mayor probabilidad de éxito en oclusiones parciales o con tiempos menores a 12 horas de evolución, de igual manera se debe de suspender fármacos vasoconstrictores
El uso de la laparotomía se recomienda en la IMS por trombosis arterial con presencia de peritonitis con el objetivo de realizar revascularización y exéresis del tejido ya necrosado tomando en cuenta las medidas antes explicadas en este tipo de procedimientos, en ausencia de peritonitis y alto riesgo quirúrgico se elabora la angioplastia percutánea ajunto a terapia con anticoagulación posterior a las 48-72 horas.